# Air Serv Limited
Az Air Serv Limited, más néven Air Serv Uganda Limited, egy ugandai székhelyű légitársaság, amely charterszolgáltatásokat nyújt az afrikai Nagy-tavak országaiba, repülőgép-karbantartást és -javítást, valamint humanitárius segélyszállítást is végez a régióban. A légitársaság az Air Serv International nonprofit szervezet leányvállalata.

## Áttekintés
A vállalat az alapítása óta eltelt több mint 25 év alatt Kelet-Afrika egyik tekintélyes charterszolgáltatójává nőtte ki magát, amely egyben az egyik legbiztonságosabb is a régióban. A légitársaság öt Cessna 208 Caravan típusú repülőgépből álló flottát üzemeltet, amelyek mindegyike tizenkét utas befogadására képes. A cég számos humanitárius segítségnyújtási programban vesz részt a Nagy-tavak térségében.
Az Air Serv Limited 1995-ben jött létre, hogy logisztikai és karbantartó vállalatként szolgáljon az amerikai székhelyű nonprofit légitársaság, az Air Serv International számára. Az Air Serv Limited egy biztonságos és megfizethető alternatívát kínál segélymunkások, gyógyszerek és más életmentő szállítmányok szállítására távoli helyekre, a bizonytalan szárazföldi utazás helyett.

## Célállomások
A vállalat a Régi Entebbei repülőtéren található központjából indít humanitárius szállítmányokat kelet-afrikai célállomásokra. Az Air Serv Limited a következő célállomásokat szolgálja ki: